# Her Face Was Her Fortune (film 1909)
Her Face Was Her Fortune è un cortometraggio muto del 1909. Il nome del regista non viene riportato nei credit del film.

## Trama
Uno scrittore povero in canna è disperato perché non riesce a vendere le sue storie. Incontra per caso un tizio che gli racconta che sua nipote è una sua grande ammiratrice e che lui è disposto a dargli una somma di denaro se la prenderà in moglie. Lo scrittore accetta pur se ben presto scopre che la ragazza è proprio brutta e che in più soffre anche del ballo di San Vito. I due si sposano. Ma le nozze portano lo scrittore sempre più alla disperazione finché non decide di scappare portandosi via però i soldi che gli sono stati promessi.

## Produzione
Il film fu prodotto dalla Lubin Manufacturing Company.

## Distribuzione
Distribuito dalla Lubin Manufacturing Company, il film - un cortometraggio in una bobina - uscì nelle sale cinematografiche statunitensi il 13 settembre 1909.